# Lipsko (województwo lubelskie)
Lipsko – wieś w Polsce, położona w województwie lubelskim, w powiecie zamojskim, w gminie Zamość.
Za Królestwa Polskiego istniała gmina Lipsko. W latach 1975–1998 miejscowość administracyjnie należała do województwa zamojskiego.
Wieś jest sołectwem w gminie Zamość. Według Narodowego Spisu Powszechnego z roku 2011 wieś liczyła 850 mieszkańców.
Wieś jest siedzibą rzymskokatolickiej parafii św. Jana Chrzciciela. Na terenie cmentarza parafialnego znajduje się kwatera wojenna z I wojny światowej. Pochowanych tam zostało 27 żołnierzy armii rosyjskiej i 23 żołnierzy armii austriackiej poległych w 1914 roku.

## Integralne części wsi
| SIMC    | Nazwa         | Rodzaj    |
| ------- | ------------- | --------- |
| 0906203 | Lipsko-Zagóra | część wsi |
| 0906210 | Majdanek      | część wsi |
| 0906226 | Topornica     | część wsi |

## Historia

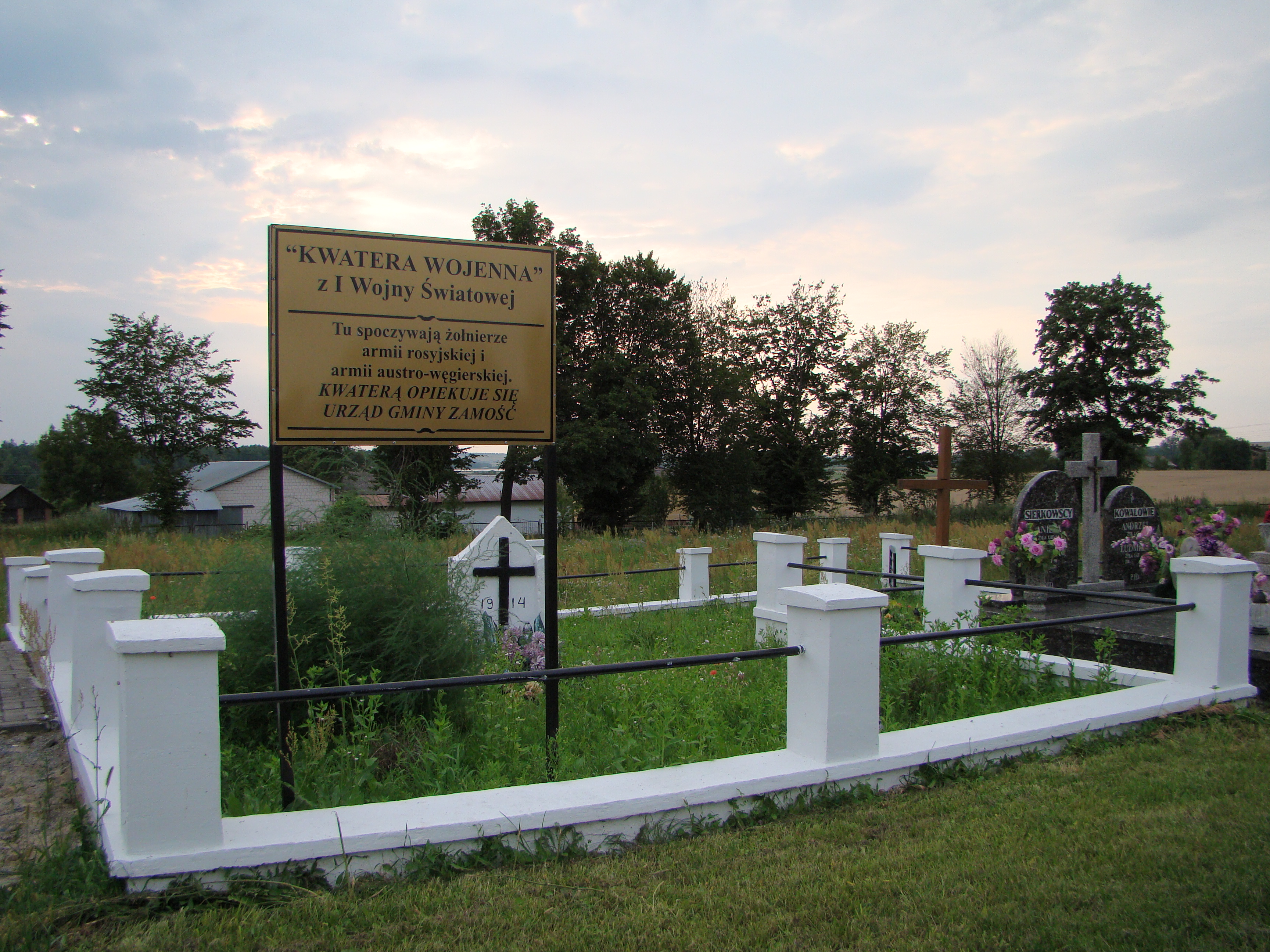
Kwatera wojenna z I WŚ w Lipsku

Pierwsza wzmianka o wsi pochodzi z roku 1398,  należała wówczas do włości szczebrzeskiej Dymitra z Goraja. 
W wyniku podziału dóbr między bratankami Dymitra (on sam posiadał tylko córki) Lipsko otrzymał Mikołaj, protoplasta rodu Lipskich herbu Korczak.
Lustracja królewszczyzn z  lat 1564 – 65 roku wykazała tu aż 12 łanów kmiecych (około 201,6 ha) gruntów uprawnych.
W ręku rodziny Lipskich wieś pozostawała do 1631 roku po czym przeszła na własność Zamoyskich, którzy włączyli ją do  ordynacji. 
W 1702 r. i w XIX wieku Lipsko stanowi ośrodek dóbr ordynackich. 

W 1880 roku było tu 447 mieszkańców, w tym 355 wyznawców prawosławia. Współczesna tej dacie notka B. Chlebowskiego mówi o Lipsku: 

„wieś odznacza się regularnym i dobrym zabudowaniem, co świadczy, że należy do wsi nowych (!?) czasów, chociaż stan zamożności włościan średni z powodu ciężkiej gleby borowiniastej”

Spis powszechny z 1921 roku wykazał we wsi 79 domów oraz 505 mieszkańców, w tym 5 Ukraińców. W okresie międzywojennym Lipsko podlegało administracyjnie gminie Mokre. W tym czasie w sąsiedztwie w miejscu wyciętego lasu powstała nowa wieś – Lipsko-Polesie.
II wojna światowa
W dniu 23 września 1939 r. z kierunku zachodniego nacierała poprzez Lipsko niemiecka 68 DP z VII Korpusu, zagradzająca drogę odwrotu wojskom polskiego Frontu Północnego gen. Dąb-Biernackiego. W dniu 24 grudnia 1942 r. wieś została wysiedlona i osadzono tu kolonistów niemieckich. Jeszcze w tym samym miesiącu oddział BCh „Azji” (Cz. Aborowicza) w odwecie spalił skolonizowaną wieś. Akcje takie były ponawiane w 1943 r. W pobliskim lesie hitlerowcy dokonali egzekucji więźniów z Zamościa, co zostało uczczone pomnikiem na skraju lasu.

## Zabytki
Istniały we wsi cerkwie: murowana cerkiew z 1861 r. pw. św. Jana Teologa, wzniesiona na miejscu poprzedniej drewnianej sprzed 1639 r. Świątynia została zamieniona na kościół rzym.- kat. w okresie międzywojennym. Spalona w 1944 r. Na jej miejscu w 1952 r. zbudowano kościół pw. św. Jana Chrzciciela.